# Среща на високо равнище в Охрид 2008
Срещата на високо равнище в Охрид се провежда на 2 и 3 май 2008 година в Охрид, Северна Македония. Това е петнадесетата среща на държавните глави от Централна и Източна Европа. Председател на срещата е македонският президент Бранко Цървенковски.

## Участници
- Албания, Бамир Топи
- Австрия, Хайнц Фишер
- Босна и Херцеговина, Харис Силайджич
- България, Георги Първанов
- Хърватия, Стипе Месич
- Чехия, Вацлав Клаус
- Германия, Хорст Кьолер
- Унгария, Ласло Шойом
- Италия, Джорджо Наполитано
- Северна Македония, Бранко Цървенковски
- Молдова, Владимир Воронин
- Черна Гора, Филип Вуянович
- Полша, Лех Качински
- Румъния, Траян Бъсеску
- Сърбия, Борис Тадич
- Словакия, Иван Гаспарович
- Словения, Данило Тюрк
- Турция, Абдулах Гюл
- Украйна, Виктор Юшченко